# رودریک استرانگ
رودریک استرانگ (انگلیسی: Roderick Strong؛ زادهٔ ۲۶ ژوئیهٔ ۱۹۸۳) کشتی‌گیر کشتی حرفه‌ای اهل ایالات متحده آمریکا است.